# Agathis unicolor
Agathis unicolor är en stekelart som beskrevs av Cameron 1908. Agathis unicolor ingår i släktet Agathis och familjen bracksteklar. Inga underarter finns listade i Catalogue of Life.